# Ньютон, Адам
Адам Ньютон (англ. Adam Newton; 4 декабря 1980, Аскот) — английский футболист, полузащитник.

## Карьера
Ньютон начал свой карьеру как игрок молодёжки «Вест Хэм Юнайтед». Свой первый профессиональный контракт он подписал в августе 1998 года, но конкуренции в «Вест Хэме» не выдержал. В июле 1999 года Ньютона отдали в аренду в «Портсмут», его дебют состоялся в игре против «Шеффилд Юнайтед». В конце августа Адам вернулся в «Вест Хэм», а 25 сентября он дебютировал в английской Премьер Лиге против «Ковентри», выйдя на замену вместо Марка Келлера. Вскоре, он появляется на замену в матче Кубка УЕФА против хорватского «Осиека», в той игре «Вест Хэм» одержал победу со счётом 3:1. В апреле 2000 года вышел на замену вместо Скотта Минто, а его команда одержала домашнюю победу над «Ковентри» со счётом 5–0. Однако Адам так и не смог стать игроком основного состава молотобойцев. Ньютон решил выступать в команде Второго дивизиона «Ноттс Каунти», куда он был отдан в аренду в сентябре 2000 года до конца сезона. За новую команду сыграл 20 матчей и забил один гол в матче с «Оксфорд Юнайтед» . В марте 2002 года он вновь был отдан в аренду, на этот раз в клуб, представляющий Третий дивизион Футбольной лиги - «Лейтон Ориент», за которую сыграл 10 матчей. В конце сезона 2001/02 годов «Вест Хэм Юнайтед» решил расстаться с игроком, отклонив новый контракт «Лейтон Ориент».
В мае 2002 года Ньютон в качестве свободного агента перешёл в «Питерборо Юнайтед», представляющий Второй дивизион. Он достаточно быстро освоился в новой команде, и в 2004 году стал одним из трех футболистов, выступающих в Англии, которых вызвали на матчи национальной сборной Сент-Киттса и Невиса (кроме него были вызваны Саджи Бёртон и Калум Уиллок) в отборочном цикле к Чемпионату мира по футболу 2006. После приезда в клуб Мартина Рассела, Адам теряет поддержку клуба и контракт с «Питерборо» расторгается по взаимному соглашению сторон. Всего Ньютон сыграл 249 матчей во всех видах соревнований в течение шести сезонов на «Лондон Роуд».
Адам перешёл в клуб Второго дивизиона Футбольной лиги Брентфорд, подписав 1 июня 2008 года контракт на один сезон. Перед началом сезона 2008-09 годов в розыгрыше английской лиги, тренер «Брентфорда» Энди Скотт назначил Ньютона капитаном, однако после его травмы передал повязку Кевину О'Коннору. По итогам розыгрыша «Брентфорд» занял призовое место во Втором дивизионе Футбольной лиги, однако с Ньютоном было решено расстаться, не помог и гол Адама в последний день сезона.
28 мая 2009 года игрок подписал двухлетний контракт с клубом «Лутон Таун». За новую команду он отыграл 67 матчей в течение двух сезонов, забил 4 мяча. Кроме того, выступал в матче плей-офф против «АФК Уимблдон» 21 мая 2011, когда его команда проиграла. 2 июня 2011 года появилась информация о том, что клуб не будет продлевать контракт с игроком.
27 июня 2011 года Адам подписал контракт с клубом Южной Конференции «Уокинг».